# Sworn to the Dark
Sworn to the Dark è il terzo album della band black metal Watain. Fu pubblicato nel 2007 sotto l'etichetta discografica Season of Mist.

## Tracce
1. Legions of the Black Light – 8:04
2. Satan's Hunger – 6:46
3. Withershins (Instrumental) – 1:02
4. Storm of the Antichrist – 4:15
5. The Light That Burns the Sun – 7:04
6. Sworn to the Dark – 5:03
7. Underneath the Cenotaph – 4:12
8. The Serpent's Chalice – 6:42
9. Darkness and Death – 4:13
10. Dead But Dreaming (Instrumental) – 2:05
11. Stellarvore – 8:17

## Formazione
- Håkan Jonsson - batteria
- Pelle Forsberg - chitarra
- Erik Danielsson - voce, basso